# Луижи
Луижи Анри Соза Сантос (порт.-браз. Luighi Hanri Sousa Santos; родился 30 апреля 2006, Сан-Паулу) — бразильский футболист, нападающий клуба «Палмейрас».

## Клубная карьера
Воспитанник футбольной академии клуба «Палмейрас», за которую выступал с 10-летнего возраста. 7 июля 2024 года дебютировал в основном составе «Палмейрас» в матче бразильской Серии A против клуба «Баия». 11 августа 2024 года забил свой первый гол за «Палмейрас» в матче против «Фламенго».

## Карьера в сборной
В ноябре 2023 года в составе сборной Бразилии до 17 лет сыграл на юношеском чемпионате мира в Индонезии, забив гол в матче против сборной Новой Каледонии и гол в матче против Эквадора.